# Peter Dunfield
Peter Dunfield (* c. 1931; † 25. Mai 2014 in Seattle) war ein kanadischer Eiskunstläufer.
Dunfield wurde 1952 und 1953 Dritter bei den kanadischen Meisterschaften im Eiskunstlauf der Herren. Er nahm an den Weltmeisterschaften 1953 und 1954 teil und beendete sie jeweils auf dem achten Platz.
Nach seiner Wettkampfkarriere wurde er Trainer; zu seinen Schülern gehörten u. a. Elizabeth Manley und Yuka Satō. Dunfield war mit der ehemaligen US-amerikanischen Eiskunstläuferin Sonya Klopfer verheiratet.

## Ergebnisse
| Wettbewerb / Jahr          | 1952 | 1953 | 1954 |
| -------------------------- | ---- | ---- | ---- |
| Weltmeisterschaften        |      | 8.   | 8.   |
| Kanadische Meisterschaften | 3.   | 3.   |      |

## Belege
1. ↑  Peter Dunfield, former skating coach to Elizabeth Manley, dies, abgerufen am 29. Mai 2014

| Personendaten    | Personendaten              |
| ---------------- | -------------------------- |
| NAME             | Dunfield, Peter            |
| KURZBESCHREIBUNG | kanadischer Eiskunstläufer |
| GEBURTSDATUM     | um 1931                    |
| STERBEDATUM      | 25. Mai 2014               |
| STERBEORT        | Seattle                    |